# Salcë
Salcë – wieś położona w północnej części Albanii w gminie Lekbibaj. Wieś znajduje się 105 kilometrów od stolicy państwa, Tirany.

## Demografia
Według spisu ludności z 1989 roku we wsi Salcë mieszkało 610 mieszkańców.